# Accalathura setosa
Accalathura setosa là một loài chân đều trong họ Leptanthuridae. Loài này được Kensley miêu tả khoa học năm 1984.